# Khounguiran
Khounguiran (ou Qun Quran ; en mongol : Хунгиран ou Хонхиран, Khonkhiran) est le second khan de la Horde blanche. Successeur de son père Orda, l'un des petit-fils de Gengis Khan, il est remplacé par Khüinchi